# Klampenborg
Klampenborg est une zone suburbaine située sur la côte nord de Copenhague, la capitale du Danemark. Cette municipalité est rattachée à la commune de Gentofte.

## Situation géographique
Bordée à l'est par le détroit d'Øresund, au sud par la zone suburbaine de Charlottenlund, Klampenborg est un lieu de villégiature pour les vacanciers et les résidents de la capitale danoise avec sa grande plage de Bellevue.

## Sites
- Bellevue Teatret, theâtre de musique moderne ;
- Dyrehaven, parc forestier ;
- Bakken, parc d'attraction.

## Personnalités liées

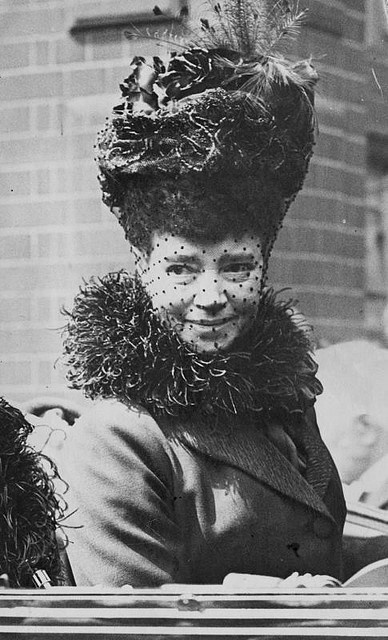
L'impératrice-douairière de Russie Maria Feodorovna (1914).

- Née princesse Dagmar de Danemark, tante du roi Christian X de Danemark et du roi Georges V du Royaume-Uni, l'impératrice douairière Marie Feodorovna de Russie, mère du tsar Nicolas II, âgée de 72 ans, s'y installe en 1919 à Hvidøre sa villa de vacances après la révolution d'Octobre et la défaite des Russes blancs. Elle y passa les dernières années de sa vie et s'y éteignit en 1928.
- Eigil Knuth (1903-1996), explorateur, archéologue et sculpteur, y est né.